# Socialistický realismus (malířství)

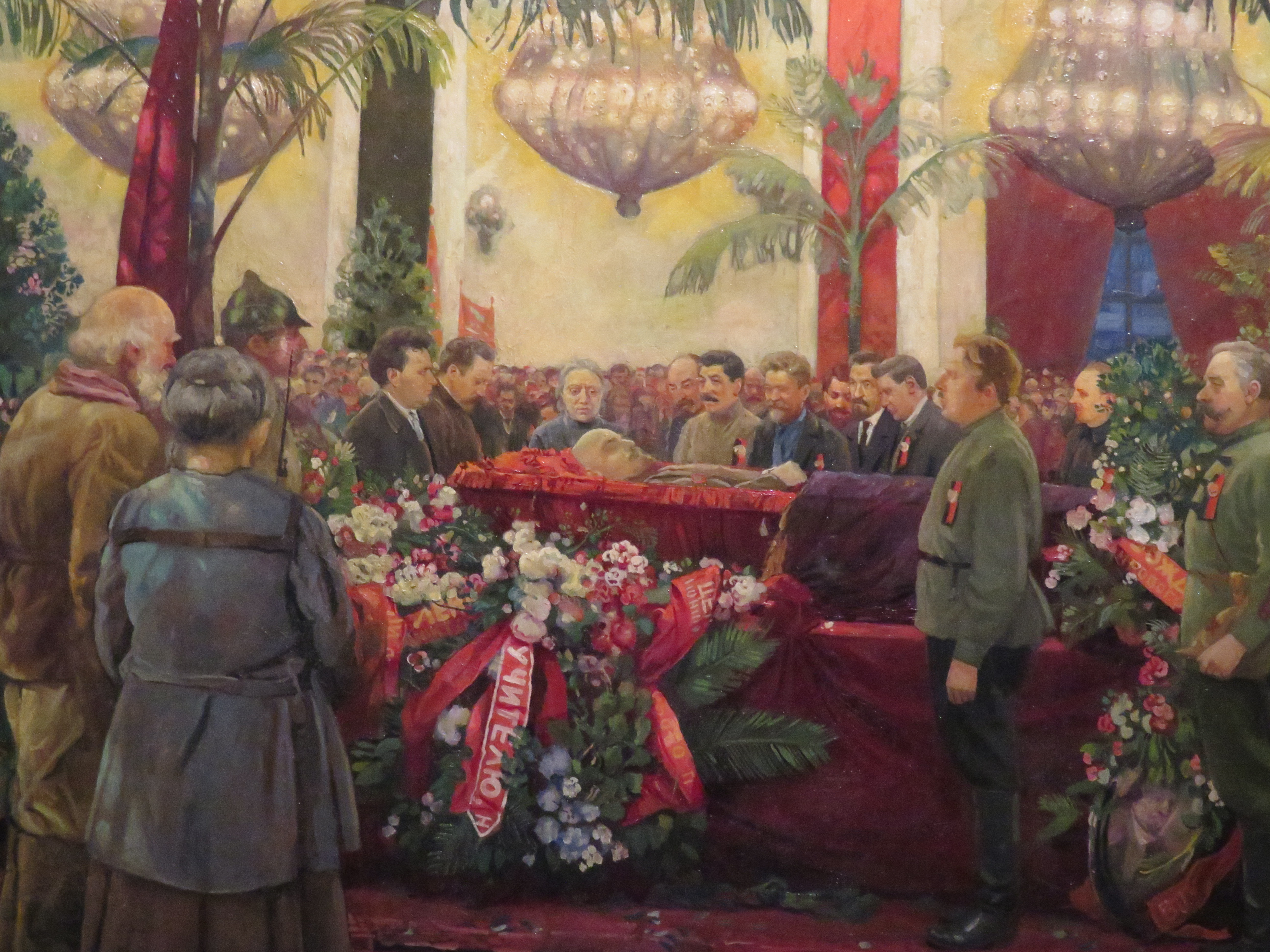
Detail obrazu Leninův pohřeb, Isaak Brodskij (1925)

Socialistický realismus v malířství byl oficiálním stylem Sovětského svazu, typický lidovostí, stranickostí, tendenčností a ideovostí. Jednalo se o styl typicky rozpoznatelný. Umělecký směr socialistického realismu, byl prvně pojmenován v roce 1932 jako oficiální směr zahrnující výtvarné umění, hudbu a literaturu. Andrej Ždanov na prvním sjezdu svazu sovětských spisovatelů představil programovou definici socialistického realismu, která se později převáděla do praxe.
V ČSSR byla jediná možnost získání zakázky přes oficiální Svaz československých výtvarných umělců nebo registrace v Českém fondu výtvarných umění.  

## Představitelé

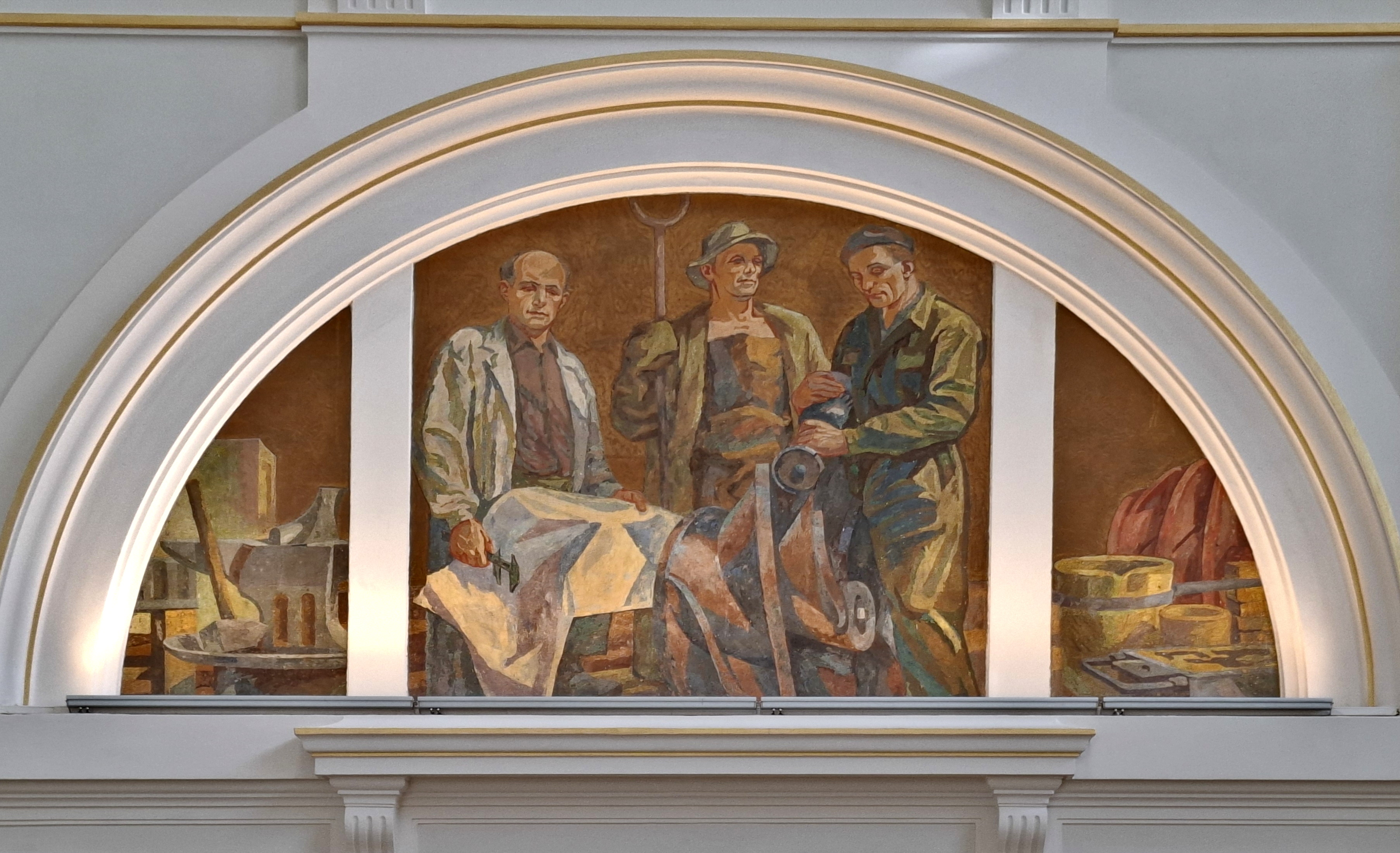
Malby v hlavním nádraží v Plzni

Jan Čumpelík byl jedním ze známějších představitelů socialistického realismu, dokonce získal punc nejoficiálnějšího malíře. V rámci armádního výtvarného studia (AVS), které mělo za cíl vychovávat skrze umění a kulturu vojáky a vylepšovat vztahy s veřejností, se společně s dalšími tvůrci stali součástí tvůrčího kolektivu. Cílem AVS bylo vyplňovat program „Statutu AVS“ z roku 1955. Součástí programu bylo osvojit si tvůrčí metody socialistického realismu, inspirovat se tvůrčí praxí a bojovou zkušeností Grekovců. Od Čumpelíka a dalších se očekávala ideovost, naplnění požadavků KSČ, zvyšování bojové morálky, kultivovace příslušníky armády. Účast v AVS znamenala pro tvůrce ateliér, materiál zdarma, finanční zabezpečení, státní zakázky a oslavu umělce a jeho díla.
Dalšími představiteli socialistického realismu a členy AVS byli Alena Čermáková a Jaromír Schoř. Společně s Janem Čumpelíkem pracovali na obrazu Díkůvzdání československého lidu generalissimu J. V. Stalinovi. Dílo vzniklo v parku kultury a oddychu Julia Fučíka. Bylo vystaveno pouze jednou v Žofíně. Několik měsíců po vernisáži Stalin zemřel, kult kolem jeho osobnosti se postupně rozpadl, a plátno bylo s největší pravděpodobností rozřezáno.